# Kaibab
Kaibab ist ein Census-designated place auf der Grenze vom Mohave und dem Coconino County im Nordwesten des US-Bundesstaats Arizona, dem so genannten Arizona Strip. Es leben 140 Einwohner (Stand: Volkszählung 2020) auf einer Fläche von 490,9 km². Die Bevölkerungsdichte liegt bei 0,6/km². Das Dorf gehört zur Kaibab Paiute Indian Reservation und liegt nördlich der Arizona State Route 389.
Kaibab ist der Sitz der Verwaltung des Kaibab Band of Paiute Indians und des Gerichts des Bands, sowie eines durch den Band betriebenen Supermarkts und eines Kindergartens. Zudem gibt es ein Gemeindehaus der Kirche Jesu Christi der Heiligen der Letzten Tage.
Das Pipe Spring National Monument in Kaibab ist eine Gedenkstätte des National Park Service, die an die Siedlungsgeschichte der als „Mormonen“ bezeichneten Kirche Jesu Christi der Heiligen der Letzten Tage und das Verhältnis zu den Paiute-Indianern erinnert. Das Besucherzentrum der Gedenkstätte wird gemeinsam durch den Park Service und den Paiute-Band betrieben.